# 东平镇 (政和县)
东平镇，是中华人民共和国福建省南平市政和县下辖的一个乡镇级行政单位。

## 行政区划
东平镇下辖以下地区：
东平社区、东平村、金峰村、常布村、护田村、范屯村、新口村、碗厂村、凤头村、西表村、界溪村、苏地村和山溪村。